# Dick Hollander
Dick Hollander (Amsterdam, 28 januari 1941) is een Nederlands voormalig voetballer die onder contract stond bij AFC DWS en HVC. Van 1973 tot 1976 was hij trainer bij zijn jeugdclub AVV Zeeburgia.
Na zijn voetbalcarrière dreef hij samen met zijn vrouw vanaf 1973 een sigarenzaak in de Javastraat in Amsterdam. Hij maakte daar de neergang van de Indische Buurt mee. In de laatste tien jaar in de Javastraat werd zijn zaak ongeveer eens per jaar overvallen.

## Carrièrestatistieken
| Seizoen         | Club            | Land            | Competitie      | Competitie | Competitie | Beker | Beker | Internationaal | Internationaal | Overig | Overig | Totaal | Totaal |
| Seizoen         | Club            | Land            | Competitie      | Wed.       | Dlp.       | Wed.  | Dlp.  | Wed.           | Dlp.           | Wed.   | Dlp.   | Wed.   | Dlp.   |
| --------------- | --------------- | --------------- | --------------- | ---------- | ---------- | ----- | ----- | -------------- | -------------- | ------ | ------ | ------ | ------ |
| 1958/59         | DWS/A           | Nederland       | Eredivisie      | 11         | 2          | –     | 0     | 0              | 0              | 0      | 0      | –      | 2      |
| 1959/60         | DWS/A           | Nederland       | Eredivisie      | 9          | 0          | –     | –     | 0              | 0              | 0      | 0      | –      | –      |
| 1960/61         | DWS/A           | Nederland       | Eredivisie      | 13         | 4          | –     | 1     | 0              | 0              | 0      | 0      | –      | 5      |
| 1961/62         | DWS/A           | Nederland       | Eredivisie      | 11         | 1          | –     | 0     | 0              | 0              | 0      | 0      | –      | 1      |
| 1962/63         | DWS             | Nederland       | Eerste divisie  | 22         | 3          | –     | 0     | 0              | 0              | 0      | 0      | –      | 3      |
| 1963/64         | DWS             | Nederland       | Eredivisie      | 29         | 3          | –     | 0     | 0              | 0              | 0      | 0      | –      | 3      |
| 1964/65         | DWS             | Nederland       | Eredivisie      | 18         | 2          | –     | 0     | 5              | 2              | 0      | 0      | –      | 4      |
| 1965/66         | DWS             | Nederland       | Eredivisie      | 9          | 2          | –     | 0     | 0              | 0              | 0      | 0      | –      | 2      |
| 1966/67         | HVC             | Nederland       | Tweede divisie  | –          | 5          | –     | –     | 0              | 0              | –      | 0      | –      | 5      |
| 1967/68         | HVC             | Nederland       | Eerste divisie  | –          | 0          | –     | 0     | 0              | 0              | 0      | 0      | –      | 0      |
| 1968/69         | HVC             | Nederland       | Eerste divisie  | –          | 1          | –     | 0     | 0              | 0              | 0      | 0      | –      | 1      |
| Carrière totaal | Carrière totaal | Carrière totaal | Carrière totaal | –          | –          | –     | 1     | 0              | 0              | –      | –      | –      | –      |

## Erelijst
DWS
| Nationaal      |    |         |
| Landskampioen  | 1x | 1963/64 |
| Eerste divisie | 1x | 1962/63 |

### Nederlands elftal
| Interlands van Dick Hollander | Interlands van Dick Hollander | Interlands van Dick Hollander | Interlands van Dick Hollander | Interlands van Dick Hollander | Interlands van Dick Hollander |
| No.                           | Datum                         | Wedstrijd                     | Uitslag                       | Wedstrijdverband              | Goals                         |
| ----------------------------- | ----------------------------- | ----------------------------- | ----------------------------- | ----------------------------- | ----------------------------- |
| 1.                            | 30 september 1964             | België – Nederland            | 1–0                           | Vriendschappelijk             | 0                             |